# 寄り倒し
寄り倒し（よりたおし）とは、相撲の決まり手の一つである。四つに組んだ体勢になって自分の体を対戦相手に密着させ、前か横に進みながら相手を土俵外へ倒す技。土俵上で倒せば、浴びせ倒しになる。英語では"Frontal crush out"と呼ぶ。
1988年11月場所千秋楽結びの一番、西横綱大乃国が、53連勝中で26回目の幕内優勝を決めていた、東横綱千代の富士を破り、見事54連勝を阻止した。また、これが昭和時代最後の取組となったために、まさに大相撲界での歴史的な一番となった。
さらに、2010年1月場所千秋楽結びの一番では、既に25回目の幕内優勝を決めた西横綱朝青龍に対して、東横綱白鵬はこの技で勝利し、意地を見せつけた。だが朝青龍は当場所後に突然現役引退を表明したため、これが現役最後の相撲となった。
2017年3月場所13日目に東横綱日馬富士が西横綱稀勢の里に対して決めた。この時稀勢の里は左肩の大けがを負い、その後西大関照ノ富士との優勝決定戦を制して逆転優勝を果たしたものの、このけがが力士生命を大きく縮める結果となり、遂には完治することなく引退している。
また、土俵際で対戦相手にうっちゃりを掛けられたが失敗して相手が先に倒れ（ここで物言いになることもある）、この決まり手で勝利することもまれに見られる。